# Per Widerholm
Per Widerholm, född februari 1772, död 1 november 1834, var en violinist vid Kungliga hovkapellet.

## Biografi
Widerholm anställdes omkring 1793 som violinist vid Kungliga hovkapellet i Stockholm. Han avskedades 1807 och försörjde sig därefter som musiklärare. Widerholm var gift med Katarina Rindell (död 1832). Widerholm avled 1 december 1834.